# Zin Mar Aung
Zin Mar Aung (en birmà, ဇင်မာအောင်; Yangon, 14 de juny de 1976) és una activista birmana, antiga presa política, i actualment política activa com a diputada de la Pyithu Hluttaw per al municipi de Yankin.

## Biografia
Zin Mar Aung va néixer el 1976 a Yangon, filla major d'una família budista de classe mitjana. El seu pare era professor d'anglès.
Va tenir una primera experiència militant als 11 anys quan es va unir a l'agost de 1988, per casualitat i curiositat, a una manifestació pacífica junt amb alguns coneguts més grans i amics de la seva escola. Aquell dia, l'exèrcit va disparar contra un grup de manifestants i van morir molts dels amics de Zin Mar Aung.
Mentre estudiava botànica a la universitat a la dècada del 1990, es va fer activista en l'oposició al govern militar de Birmània. El 1998, va ser detinguda en una manifestació de protesta pacífica per llegir un poema i una declaració demanant al govern militar que respectés els resultats de les eleccions. Va ser detinguda i condemnada davant un tribunal militar, que no va permetre que estigués representada per un advocat. Zin Mar Aung va ser sentenciada a 28 anys de presó. Va passar 11 anys com a presa política, dels quals prop de nou anys va estar confinada en solitari. Durant el seu empresonament es va apassionar per la història, però també va estudiar el budisme, l'acció no violenta i les sufragistes americanes, gràcies als llibres que va portar el seu pare a la penitenciaria de Mandalay..
El 2009, de sobte va ser alliberada de la captivitat i va reprendre les seves activitats de la societat civil. Va crear un grup d'estudis d'impacte cultural per difondre la idea que la cultura asiàtica i la democràcia són compatibles, així com una associació d'autoajuda per a expresos polítics a la Facultat de Ciències Polítiques de Yangon. Zin Mar Aung va fundar una sèrie de grups de la societat civil que treballen pel desenvolupament democràtic, l'apoderament de les dones, la tolerància ètnica i la prestació d'assistència als presos de consciència. El grup Rainfall fomenta una major participació de les dones en la vida pública, i l'Escola de Ciències Polítiques de Yangon educa els joves birmans sobre política i democràcia.
El 2012, dirigeix una organització per sensibilitzar els problemes que afecten les minories ètniques en zones de conflicte. En aquella època, va ser reconeguda per la secretària d'estat dels Estats Units, Hillary Rodham Clinton, com a receptora del Premi Internacional Dona Coratge.
A partir de 2013 treballa amb la Fundació Internacional per a Sistemes Electorals (International Foundation for Electoral Systems, IFES) sobre l'apoderament polític de les dones en el marc de la Fundació de Lideratge Global per a dones (Global Leadership Fund for Women). Es va graduar a la Universitat d'Educació a Distància de Yangon.
A les eleccions generals de Birmània de 2015, es va presentar per la circumscripció del municipi de Yankin per obtenir un escó com a diputada al Pyithu Hluttaw, la cambra baixa del país.